# ووتس‌واوک
ووتس‌واوک شهری در شمال غربی لهستان است.
جمعیت این شهر در آمارگیری سال ۲۰۰۹ بالغ بر ۱۱۷۷۸۵ نفر است.